# Kaszëbskô Jednota
Kaszëbskô Jednota (pol. Wspólnota Kaszubska) – polskie stowarzyszenie osób narodowości kaszubskiej, powstałe 12 sierpnia 2011 roku, którego celem jest rozwój świadomości narodowej, obywatelskiej i kulturowej Kaszubów z całego świata oraz ochrona ich języka i tradycji. Siedziba Kaszëbsczi Jednotë znajduje się na ul. Wejherowskiej 58A w Redzie.

## Historia
Kaszëbskô Jednota została założona 12 sierpnia 2011 roku przez ludzi poprzednio związanych z czasopismami „Tatczëzna” i „Òdroda”, portalem internetowym „Nasze Kaszuby” (dawniej „Zasoby Kaszubsko-Pomorskie”), grupą literacką „ZYMK” i Zrzeszeniem Kaszubsko-Pomorskim.
Statut Kaszëbskô Jednota z 28 czerwca 2014 r. jest aktualną wersją statutu organizacji.

## Działalność
Kaszëbskô Jednota jest aktywną organizacją działającą głównie na terenie województwa pomorskiego. Działania KJ opierają się w dużej mierze na propagowaniu idei narodu Kaszubskiego, edukacji na temat historii regionu, wspieraniu lokalnej kultury i występowanie w imieniu Kaszubów w większych strukturach państwowych. KJ postuluje o uznanie Kaszubów za mniejszość etniczną od 2012 r., jednak w Polsce oficjalnie pozostaje społecznością posługującą się językiem regionalnym. W 2012 r. członek Komisji Wspólnej Rządu i Mniejszości Narodowych i Etnicznych, Artur Jabłoński, wiceprezes KJ, został odwołany w wyniku kontrowersji związanych z jego działalnością w Kaszëbsczi Jednotë. Wzbudziło to duży protest wśród zwolenników idei reprezentowanych przez stowarzyszenie.
Członkowie KJ regularnie wypowiadają się na temat statusu i sytuacji Kaszub w Polsce, a także podejścia i mentalności samych Kaszubów, głównie w mediach. Wiele artykułów ideologicznie zgodne z i wspierające cele KJ jest publikowanych przez czasopismo „Skra” („Skra – pismiono ò kùlturze”) – zamieszczane są tam artykuły dot. historii i kultury Kaszub, materiały w języku kaszubskim, felietony, a także wiadomości z regionu.
Stowarzyszenie aktywnie promuje kaszubskie symbole. W 2012 r. Kaszëbskô Jednota skłoniła władze miasta Wejherowo do zmiany odgrywanego od 2002 r. hymnu „Marsz Kaszubski” (nieuznawanego przez część Kaszubów i niepopieranego przez KJ) na „Ziemia Rodnô”. Zaproponowano, aby od tego roku obchodzić w dniu 18 sierpnia Święto Flagi Kaszubskiej. Dzień jest od tego czasu świętowany jako Dzień Flagi Kaszubskiej.
W 2012 r. prezes KJ Mateusz Meyer stworzył skrypt, dzięki któremu można przetłumaczyć Facebooka czy Google’a na kaszubski.
W 2013 r. Kaszëbskô Jednota, wykorzystując przyjazd Bronisława Komorowskiego na sobotni Zjazd Kaszubów, członkowie stowarzyszenia wystosowali list otwarty z prośbą o wsparcie ich idei mniejszości etnicznej.
W 2015 r. stowarzyszenie promowało profil na Facebooku „Jestem Kaszubą, jestem Ślązakiem, a nie Polakiem”, ponownie promując ideę uznawania Kaszubów za mniejszość narodową.
W 2016 r. stowarzyszeniu udało się dołączyć do struktur Parlamentu Europejskiego – europartii Wolnego Sojuszu Europejskiego. KJ proklamowało 2016 r. „rokiem języka kaszubskiego w przestrzeni publicznej”.
W 2018 r. w wyniku niezgłoszenia się wystarczającej liczby kandydatów na Uniwersytecie Gdańskim zdecydowano się zlikwidować kierunek Etnofilologia Kaszubska. Pod Rektoratem Uniwersytetu Gdańskiego, w proteście zorganizowanym przez Kaszëbską Jednotã i Pismiono Skra, ponad 50 osób domagało się od władz UG przywrócenia kierunku. W roku 2018 Etnofilologia Kaszubska nie została przywrócona, ale już w roku 2019 miała zostać kontynuowana.
Kaszëbskô Jednota jest partnerem prywatnej szkoły podstawowej i przedszkola DEJA CSB, w którym dzieci uczone są m.in. języka kaszubskiego.
Kaszëbskô Jednota jest przyczyną medialnej debaty o status kaszubskiej społeczności i ruchu kaszubskiego. Stowarzyszenie wspiera kaszubskie ruchy narodowościowe i twierdzi, że osiągnięcie statusu mniejszości etnicznej jest konieczne dla zachowania odrębności kulturowej. Zrzeszenie Kaszubsko-Pomorskie nie podziela tej koncepcji.